# Финистерре (комарка)
Финистерре (исп. Finisterre,  галис. Fisterra)  — район (комарка) в Испании, входит в провинцию Ла-Корунья в составе автономного сообщества Галисия.

## Муниципалитеты
1. Сеэ
2. Коркубион
3. Думбриа
4. Финистерре
5. Мухиа